# Duo: The True Story of a Gifted Child with Down Syndrome
Pour les articles homonymes, voir Duo (homonymie).
Pour plus de détails, voir Fiche technique et Distribution.
Duo: The True Story of a Gifted Child with Down Syndrome est un film américain indépendant réalisé par Alexandre Ginnsz (en) et sorti en 1996.
Le petit frère du réalisateur, Stephane Ginnsz, est un des premiers acteurs trisomiques jouant un rôle principal au cinéma.

## Synopsis
Duo raconte l'histoire d'un petit garçon de douze ans atteint de trisomie 21 qui est amoureux d'une violoniste, et qui rêve de l'accompagner.

## Fiche technique
- Réalisation : Alexandre Ginnsz (en)
- Producteur : Alexandre Ginnsz
- coproducteur : Sergio Sanchez
- Image : Jonathan Furmanski
- Montage : Alexandre Ginnsz
- Date de sortie : 16 mai 1996

## Distribution
- Stephane Ginnsz : Stephan, le garçon trisomique
- Eden Riegel : Joan, la violoniste

## Nominations et récompenses
- Prix Martin-Scorsese[2].
- Prix Warner Bros[2].
- Finaliste au Festival international de films de Chicago.
- Nommé pour un Tash Award[3].